# 瓜生喬
瓜生 喬（うりゅう たかし、1931年3月28日 - 2009年10月6日）は、脚本家・作家。本名は上條孝之。
長野県松本市出身。同志社大学文学部卒。1955年から1966年まで長野県立高校の英語教師を務め、1962年劇団「炎」を旗揚げし、全国や海外で民話劇や朗読劇を上演する一方、NHKラジオの劇作家として約300本のラジオドラマを書き下ろす。1982年にはNHKニュースワイドのリポーターとして活躍。「推理ロマン〜望郷〜」で1992年度日本民間放送連盟賞優秀賞を受賞。またタイ国立芸術大学客員講師を務め、1997年にタイ王国政府から文化功労賞を受賞。

## 著書
- 「貞享義民騒動異聞 火の群」 1973
- 「信濃路の民話を語ってひとり旅」1986
- 「麻織る里に月映えて」1993
- 「花鳥風月そして雪」1996
- 「語りべ」2006
- 「よどみなき 言葉の河よ 流れよ」2010

## 参考
- 『現代物故者事典 2009-2011』日外アソシエーツ